# 東亰ザナドゥ
『東亰ザナドゥ』（とうきょうザナドゥ）は、日本ファルコムより2015年9月30日に発売されたPlayStation Vita用ゲームソフト。2016年9月8日にPlayStation 4版『東亰ザナドゥ eX+』（とうきょうザナドゥ エクスプラス）が発売され、2017年12月8日にはPC（Steam）版『東亰ザナドゥ eX+』が、2023年6月29日にはNintendo Switch版『東亰ザナドゥeX＋ for Nintendo Switch』が発売。

## 概要
日本ファルコム初期の代表作『ザナドゥ』の名を冠した新規IPタイトル。
タイトルを「東京」でなく「東亰」としたのは異質感を出すためとしている。
東亰の郊外にある架空の都市・「杜宮市」を舞台に、異界迷宮「ザナドゥ」に関わる高校生の洸と明日香の物語が描かれる。杜宮市は日本ファルコムの本社が所在する立川市を中心とした多摩地区がモデルとなっている。
本作では同社初となる本格アニメーションがオープニングに採用されており、3Hzによって制作された。
通常版と初回生産限定BOXの2バージョンとして発売され、初回限定版には、本作のミニオリジナルサウンドトラック、フルカラー設定資料集、及び主人公のコウとアスカの2種セットとなるラバーストラップが同梱される。
2016年9月8日には追加機能を搭載されたPlayStation 4用「東亰ザナドゥeX＋」が発売された。

## ゲームシステム
本作は杜宮市を舞台とするアドベンチャーパートと、ザナドゥを舞台とするアクションパートに分かれている。

### アドベンチャーパート
概要
主に学校の授業が終わった後でアルバイトに行く途中という形で、プレイヤーは杜宮市内を移動することができる。ストーリー進行によって行けるエリアが増えていく。
バイトに行くまでの時間をフリータイムと呼び、クエストや交流などが実行できる。バイトに向かうとストーリーの進行が確定し、これらは実行不可能になるのでやれることは一通りやっておく必要がある。
ストーリーが進むと、□ボタンでエリアジャンプが可能となる。エリアジャンプ画面では主要キャラのアイコンの他、交流イベントやフリーの異界、重要イベントといった各マーカーも表示される。ただし、クエストのマーカーはない。
エリアジャンプ画面ではフリーのものも含めたクリア済みの異界を探索することができる。なお、パーティー編成は自由であり、主人公である洸をパーティーから外すこともできる。
ショップ
各エリアには様々なショップがあり、購入の他にも換金アイテムの現金化やアイテムの交換、ミニゲームなど、大小合わせて2桁にも及ぶショップではそれぞれやれることに差がある。また、自動販売機でジュースを買うことが可能。
ショップで売り出されるアイテムはストーリー進行で増加するが、ショップによっては大して増えないものもある。なお、プレゼントアイテムや書籍類は一度しか購入できない。
品揃えが減るということはないが、「オリオン書房」のフリーペーパーのみ、章の進行ごとに新しいものに差し変わってしまう。買い逃した場合は別の場所で入手可能だが、こちらは交換なので素材を用意する必要がある。
異界サーチ
エリアジャンプ画面上で異界マーカーのあるエリアに入ると、サイフォンに入っているアプリケーション「Echo」が起動して異界の入り口を探す異界サーチが可能となる。
該当エリアに入った時点でアプリが自動的に立ち上がり、画面左上にパーセンテージが表示される。異界の発生地点に近づくほどその数値が上がっていき、100%になる地点を見つけ出すと「ゲート顕現」と表示されるので、Lボタンを押すと異界への入り口が出現させることができる。
このフリーの異界はストーリー進行に一切関与しないが、クリアすると交流イベントの実行回数を現す「縁の欠片」が1つだけ追加される。
交流イベント
黄色の「！」マークで表される、主要キャラとの交流が描かれるイベント。実行にはフリータイム開始時に追加される縁の欠片が必要。縁の欠片は前述のフリーの異界以外にも、サブイベントのクリアによって追加される場合がある。
似たシステムである『ペルソナ4』のコミュイベントなどとは違い、章ごとにイベントの内容が異なる。
実行すると洸及び該当イベントのソウルポイントという値が上昇する他、後述するNiARのフレンドページの項目が埋まったりする。
クエスト
NiARのクエストページで確認できる、クエストイベント。実際に受注するには依頼者に会って出現する選択肢で、受注する選択をする必要がある。
稀に、（依頼者に余裕がないなどの理由で）NiARにアップされてない依頼が発生する場合がある。この場合、話しかけるまでそのキャラが依頼者であると知る術はない。
クリアすると主に換金アイテムであるジェムが入手できる他、特殊パラメータの一つ「仁」が上昇する。基本的にジェムだけだが、アイテムがもらえる場合もある。
合成・交換・強化
特定の店で実行できる、武器強化関連のシステム。基本的にジェムの換金はこれらが実行できる店で行える。
合成はグリードの撃破などで入手できる素材を指定数渡すことで「エレメント」と呼ばれる武器に装備できるアイテムを入手できる。交換も似たようなものであるが、こちらは素材・景品ともにアクセサリなど素材以外も対象としている。
強化は合成同様素材を消費して技やパッシブスキルを強化したりエレメントをセットできるスロットを増加・強化したりできる。
料理
レシピブックを使用することで入手したレシピに従い、料理を作成する。実行時には誰が調理するかを選択する（同行している必要はない）。
作成できるアイテムはレシピごとに独創・成功・失敗・変異の4つがある。独自料理の場合は効果が高い上に経験値が加算される効果があり、変異の場合は異界の素材が出来上がる。
レシピとキャラの組み合わせによってどれが出やすいかが変化する。超得意・得意・普通・苦手の4パターンあり、超得意以外はレシピ入手時点で判明する。なお、万遍なく料理が駄目というキャラはいない（超得意の数に偏りはある）。
独自料理が作成できるのは超得意とする1人のみで、一度作成に成功するまで得意のアイコンが表示されている。
フレンドページ
主に学校の生徒・教師・ショップ店員らのパーソナル情報。キャラによって3，4個のページで区切られている。
特定のタイミングで話しかけるもしくはクエストなどのイベントをこなすことでページが追加される。全てのページが埋まるとキャラ名の所にチェックが入る。
会話による取得の場合、特にイベントらしい演出があるとは限らないので、まめな会話が肝である。さらに、当該キャラ以外に話しかけるもしくは2回話しかけるなどの変則パターンもある。
近況報告
洸の祖父に、智・勇・仁についての近況を報告する。
これらのパラメータは5段階存在し、1段階上がるごとに報告することでアイテムやお金がもらえる。これらのパラメータが低いと発生しないイベントなどは多くないが、最重要イベントに関与する。
パラメータが上がる場面はそれぞれ決まっているが、選択肢を選ぶ必要があるクエストなど複数のパラメータが上昇する場合がある。
- 智：主にレシピ以外の本を読むまたは各イベントで発生する選択肢で正解を選んだりイベント前に別イベントを消化したりなどで上昇する。
- 勇：主に異界探索で高い評価を得ることで獲得できる。ちなみに、全Sランクで獲得できる勇の値はレベル5に必要な値に対してかなり余裕があるので、無理に高ランクを目指さなくても良かったりする。
- 仁：クエストをクリアすることで上昇する。

ミニゲーム
各所でプレイできる、ストーリーとは関与しないゲーム要素。クリアすることでアイテムがもらえたりする。
ゲートオブアヴァロン
ゲームセンターのメダルゲームの一つ。閃の軌跡で登場したカードゲーム「ブレード」がプレイできる。レベル1からスタートし、挑戦できるのは自身のレベル以下の相手のみ。レベルは同レベルの相手に2連勝すると上がる。
プレイ時にはまず対戦相手を選び、レベルに応じたエントリー料を支払う必要がある。最大3連戦まで可能で、連勝を重ねると払戻額が増える。対戦相手はストーリー進行で増える。
ルールは、主に数字が描かれたカードを、相手のカードの数字の総和を上回るように交互に出していく。初期手札は10枚で、出せなくなった方が負け。先に手札が切れても中断・勝利とはならない。
最初はお互い山札からカードを1枚引き、数字が小さい方が先攻となる。総和が同じになった場合、場に出ていたカードは全てリセットし、同じようにカードを引き直して再開する。
数字が描かれた通常の「ブレードカード」の他に、4種の特殊効果を持つカードも存在している。勝敗のカギを握るカードだが、この特殊カードを最後に出した場合は反則負けとなる。
- ミラー：お互いの場のカードを全て交換する。場にカードが残らないため、後述するボルトの効果で無効にできない。基本的に弱点がないカード。
- ボルト：相手の場に最後に出されたカードを破壊する（裏側表示になる）。ただし、「1」のブレードカードを使用することで破壊されたカードを戻すことができる。
- フォース：自分の場の数字を倍にする。正確には「場のカードの総和と同じ数字を持つ」という特性のカードで、特殊カードの中では唯一場に残る。そのため、ミラーの他にもボルトにも弱いが、うまく決まれば一気に勝利できる。
- ブラスト：相手の手札をランダムに1枚破壊する。場の数字に影響がないため、この後さらにカードを出す必要がある。運が悪いと数字の低いカードに当たる場合もあるが、状況次第では手札切れ・反則負けに追い込めるなど博打要素が強いカード。

低レベル戦の場合は相手にはこれら特殊カードは配られないもしくは極端に少ないが、レベルが上昇することでプレイヤーと遜色ない手札でのバトルとなる。プレイヤー側の手札はレベルの影響はない。
余談であるが、似たようなゲームをトランプで再現可能。ただし、1と7は0から1枚など、種類によって手札に来る枚数に偏りがあるため、完全に再現するには工夫が必要である。
爆釣遊戯with魔界皇子リィン
メダルゲームの一つ。釣りゲームに音楽ゲームのようなボタンの押し分け要素を加えたもの。
ロッドを振るごとにメダルを投入する必要があるが、都度ヒットするので釣り上げに失敗しなければ丸ごとロストすることはない。一方で、ボタンの押し間違いは即失敗である。
3つのレベルを選ぶことができ、難易度が上がると投入額が増える。レベルの違いは難易度よりも主を吊るまでに必要となるメダルの程度を指している。
画面下には10種類程度存在する魚がそれぞれ何％でヒットするかの確率と釣り上げた際に貰えるメダルが表示されている。
魚には小・中・大物（各数種）の他に「ぬし」がおり、ぬしを釣り上げることで大幅にメダルを増やすことができる。ぬし以外はそれぞれ赤字・トントン・黒字となっている。
カテゴリごとに押すボタンの種類と釣り上げるまでに必要な成功回数が変化する。ボタンの種類はヒットした時点でランダムに2から4で固定される。なお、対象のボタンは押すごとに常に変化するため、連打すると確実に失敗する。
釣り上げに成功すると、その魚が属するカテゴリのヒット率が下がり、それ以外のカテゴリの確率が上がる。ぬしは最初僅か0.1％しかないため、ぬしを釣り上げるために他の魚を釣り上げ続けるというのが基本的な流れ。
半端な枚数で挑むとぬしが釣れないうちにメダル切れになる可能性が高いが、十分な枚数があればゲームセンターのゲームでは最も高額が稼げるゲームである。
みっしぃパニックwith魔法少女まじかるアリサ
メダルゲームの一つ。所謂もぐら叩きだが、台の上にいるキャラを実際に操作して穴の近くまで移動させて穴の方向を向かせた上でハンマーを振らせる必要がある。
穴からみっしぃ、みーしぇ、ワルみっしぃ、キングワルみっしぃが出てくるので、みっしぃとみーしぇを叩かないようにしつつ他2体を叩いていく。
キングワルみっしぃは一撃では倒れないが、攻撃するたびにポイントが加算される上、撃破できればボーナスポイントを獲得できる。なお、キングが出ている間は他のみっしぃは出てこない。
難易度は3つあり、難易度が上がるとエントリー料が増える上に動きが激しくなる。また、評価のボーダーラインも厳しくなっていく。
獲得ポイントによって5段階の評価が下され、エントリー料に既定の倍率をかけたメダルが払い戻される。
スケートボード
スケート場でプレイできるミニゲーム。スコアアタック型レースゲーム。
操作がやや特殊で、所謂アクセルボタンでは少ししか加速できない上にすぐに減速してしまう。加速及び速度維持するには左右に左スティックを倒してスラロームし続ける必要がある。そのため、コーナリングがやや難しい所がある。
コースには◎マークや旗が配置されており、◎マーク状でジャンプボタンを押してトリックを決めたり旗を回収したりしていく。既定タイム以内に、既定のトリック・旗を達成することができれば装備品が入手できる。
加点要素の他にも、上でジャンプすることで加速する加速台（仮称）や接触すると減速してしまうカラーコーンなどがある。
水泳勝負
ストーリーやクエストなどでプレイすることになるミニゲーム。他と異なり、任意に実行できない。
LとRが割り当てられた円が表示されており、その円に赤い輪が交互に収束してくるので、タイミングを合わせてボタンを押すことで加速する。成功するごとに円の収束速度は少しずつ速くなってくる。
プレイ時には別のコースに他のキャラが泳いでおり、成功を重ねてこのキャラより早くゴールすることで「勇」の値が上昇する。
宝くじ
駅前で買える宝くじ。次の章になると当選しているかどうかが判定され、等賞によってお金がもらえる。
完全に運要素であるが、神社で引けるおみくじで大吉・中吉・小吉を出していると当選確率が上昇する。

### アクションパート
概要
ゲートの先にある迷宮に挑む。並み居る敵を蹴散らし、最奥部を目指していく。
突入前にインターミッション画面が表示されるので、そこでパーティメンバーや装備の変更が可能。シナリオイベントの場合、インターミッション画面でセーブが可能。
メンバーは前衛・後衛・サポートでなり、操作できるのは前衛のみで、後衛とは△ボタン、サポートとは右ボタンで瞬時に交代する。
サポートのキャラはXドライブ（後述）に影響しないが、徐々にHPが回復する他、HPが0になったキャラは強制的にサポートになりしばらくすると復活するようになっている。
それ以外のボタンの役割は、左ボタンを押すとアイテム画面、×ボタンを押すとジャンプ、Rボタンで回避行動、Lボタンでロックオンとなっている。
アクションパートをクリアすると、ソウルポイントと呼ばれる点数が入る（交流イベントの方が多くたまるが）。ある程度貯まるとキャラクターに割り振られたソウルレベルが上昇し、ドライブアビリティ（後述）を獲得できる。
敵を倒した際、ジャンプ攻撃で倒す「エアリアルキル」、弱点属性で倒す「エレメントキル」、最大HPの半分以上のダメージで倒す「フェイタルキル」、2体以上の敵をごく短期間で倒す「チェインキル」という4つのキルボーナスによって、アイテムのドロップ率が上昇する。なお、これらのキルボーナスは重複する。
攻撃
○ボタンによる通常攻撃の他、□ボタンで特殊攻撃が行える。
特殊攻撃はSPを消費することで使用でき、キャラの状態によって何が実行されるかが異なる。SPは自動回復するほか、通常攻撃を当てることで回復しやすくなる。
- 射撃：□ボタン短押し。正面に魔法属性の弾を飛ばす。挙動こそ単純だが、範囲・弾数・速度・貫通性能・連射性能・高度差補正などはキャラによって異なる。射程に差はない模様。特殊攻撃の中では最も威力が低いが隙も小さい。
- 剛撃：□ボタン長押し。空中でも使用可能。モーションが長めで隙が多いものの、高い攻撃力の近接攻撃を放つ。挙動や射程などにキャラの個性が出る。敵のバリアやヒビの入った壁の破壊にも使用される。
- 飛翔：ジャンプ中に□ボタン。正面に突進攻撃を行える。また、近距離で使えば多段ヒットする。移動にも使用することができ、ジャンプでは届かない場所に到達するために必要。一瞬溜めが入るので高速移動向きではない。

属性
焔（炎＝火）、霊（冷＝水）、鋼（土）、風、影の5属性があり、影以外の属性はそれぞれ他の3つに対して得手不得手がある。影は影そのものが弱点で、他に弱点がない代わりにダメージの補正率が低い。
キャラの属性はマスターコアと呼ばれる中核パーツによって決まっている。当初は変更不可能だが途中から変更可能になり、洸のみ全ての属性を、それ以外は決まったもう1属性のいずれかを選択することができるようになる。
なお、装備するマスターコアの属性によってソウルデヴァイスの外見が変化する（特性は変化しない）。
リザルト
迷宮最奥部手前にある、青っぽい光の門をくぐることでリザルト画面に入る。
被ダメージ率・踏破時間・エレメントキル率・オブジェクト破壊率・コンボ数によってSからCの評価が下される。これらが一定の基準を超えている場合、評価にボーナスが加算される。
前述通り評価によって「勇」のパラメータが上昇するが、Sランク以外だった場合は後により高ランクを取ることで残分が加算される。
Xドライブ
敵を攻撃したりオブジェクトを破壊したりすることで黄色く光る「Dオーブ」が出現し、ドライブゲージが上昇する。ちなみに、オーブは自動で回収される。
ドライブゲージが100％の時に下ボタンを押すことでXドライブを発動することができる。
発動すると、HP自動回復・SP無制限・全攻撃が弱点扱い・ドライブアビリティの発動、といった特典が得られる。ただし、一度発動すると基本的に時間切れまで解除できない。
ドライブアビリティはソウルレベルによって2段階まで習得でき、装備中の属性によって必殺率・ストライクポイント獲得量・スキル威力・自動回復量の増加やダメージ減少といった効果を発揮する。
ドライブアビリティが有効なのは前衛と後衛の2名のみで、効果は重複する。
Xストライク
攻撃を当てたりキルボーナスを獲得したり20及び100コンボ達成することで溜まるストライクゲージを消費することで発動できる必殺技。
まずLボタンを長押しすることで複数の敵をロックし、Rボタンを押すことで発動する。この時ロックした相手全員に大ダメージを与える。
ソウルレベルが高いキャラが後衛かサポートにいる場合、追撃を行う「ストライクチェイン」が実行できる。また、ソウルレベルが上がるとSチェインIIとなり、威力が上昇する。
なお、ドライブゲージとストライクゲージは迷宮クリア後でも維持される。
レリック
ダンジョンの要所におかれた石碑。主にスタート地点とゴールゲートの先にある。調べることで装備やパーティの変更、買い物などのショップでのコマンドが実行できる。
レリックには緑と黄があり、最奥部などにある黄のレリックはHP回復効果もある。
ストーリー上で探索することになる迷宮には中間地点にも配置されている場合があるが、クリア後の再探索時には消滅してしまう。
スタート地点のものも含め、セーブは撃破した敵やダメージなども記録される。
スロット
フリーダンジョンや再探索時の最奥部に設置された物体。
攻撃すると回転が始まり、もう一度攻撃することで止めることができる。この時の目によって多くの素材が入手できる。目押しが可能。

## あらすじ
「東亰震災」から10年が過ぎた2015年。杜宮学園に通う高校2年生の時坂 洸（ときさか こう）はバイト帰りの深夜に繁華街を歩く同じクラスの転校生でクラス委員長の柊 明日香（ひいらぎ あすか）を見つける。だが、ガード下に差し掛かった明日香は不良たちに絡まれる。洸が不良たちから明日香を助けようとしたところ、突如空間にひび割れが生じ、「真っ赤な門」が出現。不良たちと明日香を呑み込む。洸は柊を助けようと門にとっさに接近すると、門の中には異様な空間が広がっていた。状況を理解できないながらも奥に進むと、呑み込まれた不良たちがおり、そこに突如現れた怪物たちが不良たちに襲いかかる中、明日香は光る剣をとり出し、怪物に立ち向かい鮮やかに切り伏せるのだった。怪物が倒されに異様な空間も消失すると明日香が絡まれていたガード下だった。洸がその日最後に見たのは、サイフォンを手に何かしら光を放つ明日香の姿だった。
翌日、自室で何事もなかったかのように目を覚ました洸は昨晩の出来事がすべて夢だったのではと疑う。実際、不良たち3人はその晩の出来事をなにも覚えていなかった。ただ、洸の脳裏には断片的に赤い門の奥に広がる異質な空間で光剣を手にした明日香が怪物と戦う記憶が残っていた。洸は明日香に説明を求めようとするが、彼女は相手にしない。だが後日、再び発生した「赤い門」が洸の幼馴染み倉敷 栞（くらしき しおり）を呑み込み、栞の救出のため洸は門の中に突入。だが、無力を痛感した洸の前に「宙に浮く謎の少女」（レム）が現れ、彼女との契約で洸は自身も光を発する武器ソウル・デヴァイスを手にして戦うことになる。こうして、洸の平穏な日常は引き裂かれた。洸は知ってしまった以上後戻りの許されない異界と怪物グリードとの戦いに巻き込まれる。そして、彼が見てきた穏やかで普通だと思っていた現実世界も全く様相を変える。ネメシスという組織に身を置く明日香は杜宮市民である支援者たちから武器の強化や治療具の提供を受けていた。洸にはそれまで“見えていなかった”だけで異界やグリードとの戦いは以前から続いていたのだった。異界発生地点である特異点は杜宮市内に出現を続け、運悪く巻き込まれてしまった洸の知人たちは呑み込まれて窮地に陥る。そして、洸と同様に自身に宿る力に覚醒した《適格者》の仲間たちと共に洸と明日香の戦いは続くのだった。

## 登場キャラクター
作中では、ある程度親しくなったキャラを下の名前で呼ぶ際、カタカナで表記される。

### メインキャラクター
時坂 洸（ときさか こう）
声 - 浅沼晋太郎
本作の主人公。17歳。台詞表記とリョウタは「コウ」。シオリからは「コウちゃん」、トワからは「コー君」と呼ばれる。下級生のソラとユウキからは「コウ先輩」、上級生のシオからは「時坂」、それ以外の人物からは「時坂君」または「コウ君」「時坂先輩」と呼ばれている。杜宮学園高等部の2年生。帰宅部で学業よりもアルバイト優先だったが、後にX.R.C（後述）の部長となる。少々口が悪く、態度もぶっきらぼうだが困った人を見捨てておけない性分でお人良し。ルックスとクールな態度で下級生を中心に女子の人気は高いが朴念仁で恋愛には興味も関心もなく、栞や明日香への感情についてもまるで無自覚。両親が海外出張に出かけているため一軒家で一人暮らしをしている。
某所でアンティークショップを営むユキノという女性に色々なバイトを斡旋してもらっているが、生活費は十分もらっており、小遣い分を除けば特に使う予定があるわけでもなく貯金に回されている。
中学までは九重神社で武道の稽古を受けていたが、3年ほど前に道場に行くのを辞めている（理由は九重宗介の項を参照）。そのため、多少腕っぷしはあるが流派の看板を背負う天才の空や実戦経験ありの志緒には劣る。
世話焼きでお人好しな性格が災いし、その道のプロである明日香を絡んだ不良や異界から助けようとしたことで異界化に巻き込まれ、更に栞までもが巻き込まれたことで適格者として覚醒した。覚醒後は渋る明日香をよそに事態鎮圧に積極的に乗り出す。
ソウルデヴァイスは「レイジング・ギア」。主属性は焔。手甲のように腕に装着されるが、剣状のパーツ「アンカーギア」も存在しているというカテゴライズ不可能な形状をしている。連結された刃が飛び出し、敵を突き刺したりムチのようになぎ払うこともできる。攻撃範囲・威力・速度全てが水準以上のスペックを持ち、あらゆる局面で活躍可能なオールラウンダーだが、武器の「見た目」については明日香に酷評される。ストーリーステージではほぼ固定出撃になるため、全属性のマスターエレメンツを装備可能。物理型もしくはバランス型のマスターエレメンツを装備すると活躍する。また、飛翔能力も元々の数値が高いので装備アイテムで補えば数値は傑出し、二段ジャンプからの滑空技「アンカースライド」はダンジョン攻略に必須要素。ただし、飛びすぎて反対側に落っこちることもある。
心の内面にはぽっかりと空いた穴があり、武道の稽古を辞めてバイトに精を出すようになったのも、金にならない（ゲームシステム上「なる」が）人助けに精を出すのも、そうした空虚さを埋めようとしてのことで、なにかに夢中になれる周囲の人々をある意味羨望し、その実妙に達観していて覇気に欠ける。明日香にはその穴を見抜かれており、本格的に異界調査に乗り出すにあたって指摘され、一時はメンバーから外されそうになるも栞との会話で吹っ切れる。その後、組織の垣根を超えて異界の調査と事件の解決を行う部活「X.R.C」の部長として活動することになる。
誰ともある程度打ち解けると下の名前で呼ぶが、明日香のみ終盤まで「柊」と名字で呼んでいたが、最終話で呼び方を改める。
柊 明日香（ひいらぎ あすか）
声 - 嶋村侑
17歳。台詞表記は「アスカ」。洸のクラスのクラス委員長である、アメリカからの帰国子女。蒼い瞳と茶髪のロングヘアに赤いヘアピンが特徴。洸は明日香を助けるつもりだったが、明日香は特異点発生予測地点で待機していただけ。結局、洸は明日香に絡んでいた不良共々彼女に助けられる結果となり、サイフォンで記憶を消された。洸の記憶をサイフォンで消したつもりでいた明日香は洸が異界の記憶をなくしていないことに驚き、洸を最後まで巻き込むまいとつれない態度をとるが、栞や空といった洸に近い人物が次々に異界に囚われ、洸も《適格者》として覚醒した為、なし崩しに戦力として認める。表向きは才色兼備の美少女で交友関係も広く人望もある。だが、あくまでビジネスライクな本性を隠すための偽装で、独り善がりで突っ走るクールかつドライな性格。ソウルデヴァイスに関する組織“ネメシス”に所属しており、放課後は単身特異点捜索活動を行っていた。後にX.R.C発足で手分けして行うようになる。
なぜか生徒会長の美月など一部の人間に対しては厳しい態度をとる。これは個人的に拒否感のあるゾディアック相手だからである。
サイフォンにさまざまな特殊ツールをインストールしており、異界目撃者の記憶消去やゲートの探索などが可能。平時はゲートの探索しており、健全な学生には相応しくない場所に姿を見せる場合もある。
ソウルデヴァイスはレイピア「エクセリオン＝ハーツ」。主属性は霊。素早く隙の少ない攻撃・多少の高度差を無視できる射撃など、攻撃範囲を除けばあらゆる攻撃特性に優れる。一方で、どの特性も誰かしらには劣る。洸が万能型なのに対し、全距離型オールラウンダー。初期は弱点属性が合わないせいで他のキャラよりも攻撃力は見劣りするが、2属性変更可能になると真価を発揮する。「エクセリオン＝ハーツ」は父が開発に携わった母の形見。
実は異界に関与する組織「ネメシス」の若きエースであり、異界調査のために転校してきた。当初は誰とも分け隔てなく接するが、任務上という立場もあって暗に壁を作っており、責任感から洸たち協力者にも必要以上の情報提供は渋っていた。そして、強大な力を持つグリムグリード出現という事態に洸を結界で足止めして単独行動に走り、コウ達が一度追い付いても突き放し力を解放して一人グリードを追い掛け、結果ソウルデヴァイスを残し捕らえられてしまう。コウ達が美月を伴い再び救出に来た際は牢に捕らわれており、コウがソウルデヴァイスをサイフォンから解放、手渡した事で牢を破壊し、グリードも討伐した。救出後は「仲間だろ」と諭されたことで、洸たちに本心で接するようになり、美月とも共同戦線という形で共闘する。
エースという肩書は伊達ではなく、X.R.Cメンバー4人でも苦戦するグリードをたった一人で圧倒するほどの実力を持つ。関係者曰く、グリムグリード級でも一人で相手に出来るとのこと。
郁島 空（いくしま そら）
声 - 加隈亜衣
杜宮学園高等部1年生で、空手部に所属。台詞表記は「ソラ」。15歳。父は玖州を拠点とする古流空手郁島流の師範であり、世の中のことをもっと知ってもらうために空を上亰させた。ショートカットで小柄。青い髪留めをつける。全体的に細身だが、高い身体能力を持つ。
実は3、4年前までは洸の妹弟子だったが、洸が道場に顔を出さなくなったために疎遠となっており、洸には顔を忘れられてしまっていた（空は覚えていた）。当時は少年のようだったのか「ソラ坊」と呼ばれていた。上亰後は杜宮商店街の外れにあるアパートで独り暮らししている。
裏表のない性格と桁外れの才能に加えて高い向上心を持っている。それが原因で先輩に嫉妬され、部内で人間関係のいざこざに悩まされることになった。
ソウルデヴァイスは手甲「ヴァリアント・アーム」。主属性は風。デヴァイスを装備していない足技が強烈。攻撃のリーチは短めだが、優れたスピードで敵の懐に潜り込み、手数で攻めるのが得意。剛撃の射程が若干長め。一方で、遠距離攻撃は得意とは言えないインファイターで、遠距離スナイパーのユウキと組むと理想的。中ボス程度なら手数に任せて楽に倒せるが、ボス戦では元々のHPの低さが命取り。うっかり一発貰うとすぐ瀕死に陥るので無理して使うと回復アイテムを猛烈に消費する。
前述の部活のいざこざの件で、深く悩んだのをきっかけに異界に引きずり込まれてしまう。慌てて洸たちが救出に向かった際は素手でグリードと格闘していた。その後、自己嫌悪に陥った千明を捜索中、千明が異界に飲まれたタイミングでちょうど駆けつけたことで適格者として覚醒する。その後、千明とは和解して元の通りに先輩後輩の間柄に戻った。
祐騎とは、彼の姉から友達になるように頼まれたのと学年が同じなのもあって度々行動している。「ユウキ君」と呼ぶたびに止めるように言われるが、一向に止める気配がない。
四宮 祐騎（しのみや ゆうき）
声 - 山下大輝
杜宮学園高等部1年生。16歳。台詞表記は「ユウキ」。天才的な頭脳を生かし、アプリ開発や株取引でなした財で杜宮記念公園にほど近い高級マンションで一人暮らしをしている。学園には高校卒業に必要な単位を得るために在籍しているためあまり学園に顔を出さず、自室に引き籠もってハッキングやデイトレード、アプリ開発を行っており、校内ではあまり知られていない存在。まとまりのない茶髪に眼鏡、常にヘッドフォンを装着している。高慢で人を人とも思わない独善的な性格だが、その実情誼にも厚い面がある。コウやシオといった同性かつ尊敬出来る先輩と親しくなったことで徐々に性格が変わっていく。
ソウルデヴァイスは槌「カルバリー・メイス」。主属性は鋼。また、霊子殻と呼ばれるビット状の副兵装もある。全キャラで唯一移動と同時に行える射撃（連射可能）を有するため、遠距離においては隙がないシューター。敵が気付く前にロックオンして遠距離から無傷で仕留めるのが得意。ただし、近距離は威力こそ低くないが射程が短く、総じて手数が少なめ。
彼が作った「神様アプリ」で異界事件が発生した際、その正体を探りに来た洸たちの説明を一切信じずリョウタたちが被害に遭ったことも意に介さなかったが、葵が事件に巻き込まれたと知るや一転して協力的になる。その調査の途中、自分を凌駕するレベルのプログラミングスキルを誇る永遠の存在を知り、さらに自分の能力が姉救出には何の役にも立たないことに落ち込んでいた所で適格者に覚醒する。
姉の葵は学芸員で、険悪な弟と父の関係を心配している。また、弟が大好きなブラコン。自分のことを心配してくれたりなど嬉しくなると人目もはばからず抱きついてくる。そんな姉に辟易しつつも、祐騎自身も姉に恋人の気配があると知るや後を追跡するなどシスコンの気がある。
高幡 志緒（たかはた しお）
声 - 鳥海浩輔
杜宮学園に通う男子生徒。18歳。台詞表記は「シオ」。コウを含め男性陣からは「シオ先輩」と呼ばれる他、女子からの呼称は「高幡くん（さん）」など。寡黙ながらも芯の通った人物であり、無用な喧嘩や外出は控えている。また、学力も相応にあるが、その雰囲気のためか伝説の不良として恐れられている。以前何かあったらしく、美月のことは若干苦手としている。現在は蕎麦屋に下宿中。金髪と後ろ髪を伸ばして一つに纏めたしっぽ、耳の赤いピアスが特徴。首にはシルバーのアクセサリを付けている。杜宮商店街にあるそば処「玄」に下宿している。
かつてはBLAZEという不良チームのリーダーとして知られていたが、1年前のある事件が原因でチームが解散。その後、志緒はチームを騙る者の活動を知り、調査に乗り出した。
ソウルデヴァイスは重剣「ヴォーパル・ウエポン」。主属性は焔。《適格者》のなかでもずば抜けて攻撃力が高く、更に攻撃範囲が広く、重みのある斬撃を放つ。多少の属性不利などものともしない重戦車キャラ。剛撃でさえ、射撃並みの射程を持つ。一方で、攻撃速度、技の出、移動力もずば抜けて遅い。
BLAZEはかつて彼と同じ施設出身だった相棒の「カズマ」という人物と起こしたチームで、自分と似たような力を持て余した少年を引き込んで大きくなった。揉め事の仲裁などを行う男気のあるチームだったが、他所のチームが一方的に抗争を吹っ掛けてきた際にカズマが刺し殺されたことで解散してしまった。しかし、本編開始時点でチンピラの集まりと化して復活しており、彼は学校をさぼってBLAZEを追跡していた。
新生BLAZEの尻尾を掴んだころには彼らは異界の力を得ており、現リーダーの戌井彰宏を発見した際に詰め寄るも異界に落とされてしまう(この際、空同様生身でエルダーグリードと格闘していた)。自分の力ではどうにもならない事態であると認識しつつもけじめのために洸の協力を拒むも、洸に檄を飛ばされたことで折れる。その後、力の暴走した彰宏が落ちた異界に向かった一行を追って、無理矢理異界に突入（ゲートは見えてないが、洸たちが消えた辺りに飛び込んだ）。さすがに無理だと説得されていた所で適格者に目覚める。
正式に仲間となった後は、どっしりと構えた大黒柱のような兄貴分として活躍している。気合を入れる際は拳と掌を打ち合わせたり「ハッ」と息を吐いたりする。
美月とは3年前に麻薬の売買まで行う悪質なチームが杜宮に入り込もうとしたのを防ごうとした際に接触。具体的に何があったかは不明であるが、この時美月が相当な活躍をしたようで、カズマは彼女を大したものだと評していたらしい。
北都 美月（ほくと みつき）
声 - 山崎はるか
杜宮学園高等部生徒会長。18歳。台詞表記は「ミツキ」。大企業・北都グループの令嬢であり、父亡き後祖父から後継者候補として見込まれている。一人で常人の10倍近い書類を処理したり会社の仕事を手伝ったりと、非常に優秀。ただし、料理をやらせると若干緊張した声を出す。また、女性キャラでは一番の巨乳で、スタイルのいい明日香も若干嫉妬のまなざしを向けたりしている。水色のロングヘアと紫の瞳が特徴。
ゾディアックの一員であり、異界についていろいろと知っている。明日香とは異なり、元々杜宮にいた現地スタッフ。
ソウルデヴァイスは杖「ミスティック・ノード」だが、見た目はボート用のオール。主属性は影。通常攻撃の射程が長めな上、射撃は弾数が多く、発射性能が高く範囲も広い。
洸がネメシス所属である明日香の協力者であったため、当初は組織の確執もあって彼女は情報提供程度の協力だった。明日香がグリムグリードに捕らえられた際も組織の動向を伝えただけで傍観するつもりであったが、ゾディアックではなく生徒会長として協力してほしいと頼まれたことで協力者となる。
組織や家で色々心労が重なっているらしく、特にそういった要素と接点のない洸には愚痴を言ったり目の前で転寝したりと隙を見せることが多い。本人も理由はよく分かってない様子。立場もあって普段は自由に動けないようだが、一転自由になればかなりの胆力を見せるようになる。
玖我山 璃音（くがやま りおん）
声- 沼倉愛美
人気5人組アイドルグループSPiKAのメンバーで、同期2名とは親友にしてセンターを争う仲。薄紫の髪にリボンでくくったポニーテールが特徴。プライベートの行動では伊達眼鏡と帽子を装着する。17歳。台詞表記は「リオン」。軽薄そうだが、かなりの努力家で歌をこよなく愛する。実家はレンガ小路にある一軒家。
ソウルデヴァイスは翼「セラフィム・レイヤー」。主属性は風。常に半浮遊状態であり、通常攻撃も背後の翼を振るう形となるので璃音自体はほとんど動かない。浮いているように見えるが“見えるだけ”であり、フロアトラップにはかかる。メンバーの中でもとりわけ高威力の飛翔や高速広域放射型の6連レーザーなど、舞うような多彩な攻撃が可能。ただし、威力は低めで6連レーザーは隣接した敵をすり抜けてしまうこともある。剛撃技「シルフィーサイクロン」は強力な範囲多段ヒット攻撃。
遅刻に慌てた彼女が落とした事務所のパスを洸が拾って届けたことで面識を得たが、その際、世間に疎すぎる上、アイドルに興味も関心もない洸からは「へー」状態で全く認知されていないことに凹んで、洸に歌のデータが入った音楽メディアを強引に渡した。洸側の認識としては「アイドルと言っても普通の女子と変わらないな」というもの。
その後も彼女の事件が発生する以前から度々登場し、どこまで本気なのかデートっぽくしようとしたり変な噂を流したりと度々洸を振り回していた。また、彼女自身も良くも悪くもジャストタイミングで度々現れる洸に感情を乱しがち。
小日向 純（こひなた じゅん）
声 - 伊藤かな恵
洸の同級生で仲のいい友人。中性的な外見を持つ美少年で、女子に人気。だが、濃い友人（要するにオタク）と親しく彼にもその傾向があるせいで残念がられている。 中性的が過ぎて遼太に一目惚れされてしまった過去がある他、街中を歩いていると女性と間違われる災難に遭う。
『東亰ザナドゥeX+』では、メインキャラクターとなっている。
佐伯 吾郎（さえき ごろう）
声 - 森川智之
杜宮学園に臨時教師として赴任してきた男性。担当科目は英語。温厚な人柄の眼鏡美男であり、公私の切り替えも柔軟と概ね欠点らしい欠点がない人物。よく女性（主に生徒）から熱い目線を受けている。また、頼りがいがあるため男子生徒からも割と慕われている。酒と煙草を共に嗜む。蓬莱町にあるマンションで独り暮らしをしており、洸のアルバイト先の一つであるカフェバー《N》 が行きつけ。
X.R.C発足前後、白装束の人物と一緒にいるところを描かれ、何らかの目的で暗躍する。また、異界属性が暴走するという事件が発生した際、現場に度々現れ、それにまつわるメモが自宅で発見されるなど不審な点が散見された。後に彼の過去と正体が判明する。

### サブキャラクター

#### 洸の関係者
倉敷 栞（くらしき しおり）
声 - 茅野愛衣
洸の幼馴染でお隣さん。洸の両親から世話を任されており、朝起こしたり朝食に招待するなど「世話女房」役。傍目には非常に仲がいいため、よく遼太などからは夫婦だと囃されるが、特に照れたりはしない。ちなみに、父親は駅前広場のオリオン書房の店長である。栞の危機が洸が適格者に覚醒するきっかけとなった。
九重 永遠（ここのえ とわ）
声 - 野中藍
洸の従姉弟で新任のクラス担任教師。数学と情報処理を担当。実家は神社で宗介は祖父。童顔で背も小さい（板書の際に踏台が必要なほど）など生徒たちと変わらぬ見た目だが、れっきとした大人。だが、着任早々教え子でもある洸を他の教え子たちの前で普段の呼び名で呼んでしまうなど不安を抱かせる。
研究室からお呼びがかかるほどの才媛だが、それを断ってまで教師となった。宗介の道場では師範代を務めており、洸も一蹴できるほどの実力者。
容姿が『英雄伝説 軌跡シリーズ』のトワ・ハーシェルに酷似しており、声優も同じ。いわゆるスターシステムにより軌跡シリーズからの出張出演。野中によると「『閃の軌跡』から2,3年が経過し、社会人として働き始めたトワの気持ちで」という演技指導を受けたという。
九重 宗介（ここのえ そうすけ）
声 - 菅生隆之
永遠の祖父で洸にとっても母方の祖父にあたる人物。九重神社の神主かつ武道の達人。洸が中学生までは稽古をつけていたが、顔を出さなくなっているのが少し寂しい様子。洸に言わせると天賦の才能と向上心に恵まれた空ほど熱心に打ち込む気も極める気もなく、自らの才能に早々に見切りをつけてのこと。
征十郎や梧桐栄二など、非常に幅広い人脈を有している謎の人物。また、老齢ながら空と洸が束になっても敵わないというとんでもない戦闘技術を有する。蕎麦好きで蕎麦処「玄」が行き着け。
実は裏の世界にも通じており、10年前の災害にてグリードとも戦った。レムとも面識がある。
伊吹 遼太（いぶき りょうた）
声 - 阿部敦
洸の取り巻きグループの中心。洸、栞とは幼馴染みで、純も含めクラス内では4人でツルんでいることが多い。実力のある剣道部員だが、あまり部活には参加しておらず、家業の八百屋を手伝うこともある。
青春を謳歌するため彼女を作ろうと奮闘中だが、空回りしている上に自分に好意を抱く女子の存在にも気づいていない。SPiKAの熱狂的ファンの一人。神様アプリ事件では交通事故に遭うなど、不幸な立ち回りが多い。
ユキノ
声 - たかはし智秋
アンティーク店「ルクルト」の女店主。洸にアルバイトを斡旋している。美人だがアンニュイな雰囲気を漂わせ、年中二日酔いに悩む。実はどの組織にも所属していない裏の情報屋。当然、異界のことやグリードについても詳しい。更にはタロットのソウル・ディヴァイスを使う実力者。最終盤ではヤマオカ老人と共に実力の片鱗をうかがわせる。

#### 明日香の関係者
ヤマオカ老人
カフェ「壱七珈琲店」の店主で明日香に下宿先を提供している。現在はネメシスの民間協力者だが、元は明日香の父親の上司で偉大な技術者。サイフォンの基礎技術開発に携わった過去を持つ。更に仕込み杖型のソウル・ディバイスも使い戦闘もこなせる。謎多き人物。

#### SPiKAのメンバー
劇中内に登場する架空の売れっ子アイドルグループ。
玖我山 璃音（くがやま りおん）
（メインキャラクター参照）
天堂 陽菜（てんどう はるな）
声 - 洲崎綾
SPiKAのメンバーで、璃音と怜香とは結成当時からの親友。しっかり者。
如月 怜香（きさらぎ れいか）
声 - 諏訪彩花
SPiKAのメンバーで、陽菜と怜香とは結成当時からの親友。自分にも他人にも厳しい完璧主義者。ゲート・オブ・アヴァロンにおいては終盤に追加される実力者。
柚木 若葉（ゆづき わかば）
声 - 小澤亜李
SPiKAの2期メンバー。控えめな性格。妹のようなキャラで、ファンからはメンバーで唯一ちゃん付けで呼ばれることが多い。
七瀬 晶（ななせ あきら）
声 - 田村睦心
SPiKAの2期メンバー。ボーイッシュながらも無口な性格。敬語は若干苦手な様子。

#### 祐騎の関係者
四宮 葵（しのみや あおい）
声 - 前田沙耶香
祐騎の年の離れた実の姉。市立美術館の職員。ややブラコンの気があり独り暮らしの祐騎を心配してなにくれとなく世話を焼く。おせっかいだと煩がられているが、この姉のことが絡むと祐騎は血相を変えるシスコン。温厚で人が良く、洸たちを祐騎の友達だともてなす。終盤「冥の塔」に千明と共に捕らえられたことで、祐騎と空が向こう見ずに救出に向かう動機となった。

#### 志緒の関係者
梧桐 栄二
声 - 竹本英史
広域指定暴力団「鷹羽組」若頭。天才の空をして「隙がない」と評されるほどの実力を秘めた精悍な人物でありながら、柔軟に頭も回るという、敵に回すと非常に厄介な人物。ただし、仁義を通す性格でもある。異界に関する知識は一切ないが、裏の事情にはある程度精通しているため、洸や志緒のやっていることも多少なりとも把握している。
異界化した際は、洸たちと接触する前に吾郎と会い、余っていた聖別済みの(要はグリードに効果のある)弾丸を、どこからか持ち出した自前のガトリングガンに装填してグリードを退治していた。
戌井 彰宏
声 - 蟹江俊介
元「BLAZE」特攻隊長で、現リーダー。以前は坊主頭だったが、現在は髪を染めてトサカ状にしている。
どういう経緯か異界の植物を入手し、自力でタブレット状に加工することで異界の力を限定的に引き出すドラッグとしてチームメンバーに与えていた。また、彼自身その力でゲートを強制的に生成できるようになっている。
カズマを失った志緒が失意の元でチームを解散させたことを憤慨しており、彼が暴走するBLAZEを止めに来たときは敵意を向け、躊躇なく異界へと落とした。
その目的はカズマを殺した敵チームに報復することであるが、半ば暴走状態にある。最終的には3度も自分の邪魔をしに来た志緒に激怒し、大量のタブレットを摂取。しかし、それによって材料の大元であるグリードを引き寄せてしまい、自らが異界に引きずり込まれ、グリードに囚われることになる。
事件後は憑き物が落ちたように大人しくなり、頭を丸めて服役している。なお、ある程度スマホの使用は許されており、ブレードをやりこんでいる。
異界化した際は、収監されていた鑑別所がグリードの襲撃を受けたが、ゾディアックに救出される。その後、改心したBLAZEとともに遼太同様聖木の木刀を受け取り、栄二とともにグリード退治をしていた。

#### 美月の関係者
北都 征十郎（ほくと せいじゅうろう）
声 - 掛川裕彦
美月の祖父で、北都グループ会長。美月の父にあたる長男の死後、他の子供たちの争いに頭を抱えている。人柄は厳しさと優しさと多少のユーモアを兼ね備えた好人物。北都グループが開発に関わっているということで、ゲームもやる。ゲート・オブ・アヴァロンではラスボス。レイズして3回勝負に勝つとマスターエレメンツを貰える。
雪村 京香（ゆきむら きょうか）
声 - たかはし智秋
美月の秘書。彼女もまたゾディアックの一員である。元々は実戦部隊「アングレカム」のメンバーであったが、現在は脱退している。
異界化した際は、自分と同じ元アングレカムのメンバーを集め、アーク=トリニティらしきソウルデヴァイスを携えてX.R.Cをサポートしている。
御厨 智明（みくりや ともあき）
声 - 菅沼久義
ゾディアックの傘下グループにある御厨グループ御曹司で、ゾディアック幹部候補生。美月の政略結婚の相手と目されており、お互い下の名前で呼ぶ。かなりのナルシストで気取った言動が特徴的。
ゾディアック十二家に名を連ねられてないことを気にしており、一気に上級幹部入りを果たさんとグリードの制御という禁忌の研究に手を出している。そのために作中で2度のグリムグリード事件を引き起こした。しかし、制御に成功したと思ったグリムグリードが洸たちに敗れたことで暴走し、結局計画は完全に頓挫。北都の監視下で査問を受けることになる。
異界化した際は杜宮のビルで査問を受けていたが、「熾天使」のグリードによって征十郎とともに攫われてしまう。そこで、かつて酷い目に遭わせてしまった璃音に介抱されたことで心から反省し、秘匿していた対グリード用戦闘ヘリを持ち出して窮地の洸たちをサポートした。

#### 杜宮学園関係者

##### 学生
既出の人物は除外する。
相沢 千明（あいざわ ちあき）
声 - 陰山真寿美
空手部の2年生部員。才能ある空に嫉妬して連れない態度を取った挙げ句、心ない暴言で傷つける。そのことへの悔恨がグリードに取り憑かれる結果となり、彼女を救うという目的が空を適格者に覚醒させた。洸が自身の体験を話したことで落ち着きを取り戻し、後に空と完全に和解した。
杜宮市異界化騒動では「冥の柱」に捕らえられてしまうが、空と祐騎の活躍で救出された。その後、麻衣と共に倶々楽屋製の手甲で戦闘に参加する。
寺田 麻衣（てらだ まい）
声 - 諏訪彩花
空手部の主将。3年生。千明と空のトラブルに頭を痛める。
杜宮市異界化騒動では千明と共に倶々楽屋製の手甲で戦闘に参加する。
アユミ
1年生の料理部員。空の親友。度々差し入れの品をくれるので見かけたら話しかけると良い。
ハルヒコ
声 - 森瀬惇平
1年生、高校デビューの不良。腕っ節は口ほどでもない。
サブロー
2年生、熱血ヲタクで純の親友。
ノブオ
2年生、ふくよかな体型の大食漢。本作における料理担当係。逸品料理と失敗料理の両方を担当し、提供合計数に応じて食材をくれる。

##### 教員
シオカワ教頭
校長不在の学園において最高責任者。定年間近で陰気な初老の男性。後退した頭髪に眼鏡、事務員用の腕カバーをしている。
タナベ
暑苦しい性格の熱血国語教師。積極的に不良を更生させようとするなど勤務態度は真面目だが見合いは悉く失敗しており、女生徒たちからの人気もイマイチ。ケイコ先生に惚れ込んでいる。
マトウ
怪しげな雰囲気を漂わせる化学教師。生徒たちからもマッドサイエンティストと呼ばれている。妻帯者。妙なものに興味を惹かれ、一人で悦に入っている。
サキ
姉御肌の女性体育教師。スパルタ授業で恐れられている。トワ、ホナミとは学生時代からの友人で杜宮学園のOG。応援団員のアヤトを徹底的にシゴいている。
ケイコ先生
保健医。大人の色香のある女性。

#### 杜宮市民

##### 鍛冶金物「倶々楽屋」
表向きは単なる金物屋。だがソウルデヴァイスの調整を行っているネメシスの協力者。
マユ
ジヘイの孫で駆け出しの鍛冶職人。和装で店番していることが多い。霧の異界化騒動に巻き込まれてしまう。
ジヘイ
隻眼の頑固爺。マユにも厳しく接するがやはり可愛いらしく、マユの失踪事件では狼狽した。

##### スターカメラ
アカネ
声 - 田中栄理奈
家電量販店スターカメラの女性店員。だが、裏の貌はゾディアックの技術者。倶々楽屋とほぼ同じ機能を有する。

##### さくらドラッグ
ミズハラ
薬剤師。とある製薬会社から派遣されているらしく異界に通じてネメシスに協力する。基本的にさくらドラッグで購入出来るものについてはダンジョン内でも購入可能だが、章が変わったら品揃えも増えるので顔を覗かせて損はない。

##### 城嶋無線
テツオ
声 - 奥畑幸典
七星モールに店を構えるジャンク屋。だが、裏ではネメシスの民間協力者の一人。倶々楽屋と同じ機能を有する他、交換でエレメントを上位品にしてくれる。交換対象はレアにも及ぶため終盤はテツオを頼る機会が増える。他にもマスターエレメントなど色々取り扱っている。

### その他のキャラクター
レム
声 - 門脇舞以
中性的な容姿をしており、国籍・性別・年齢などの全てが不明な謎の存在。一人称は僕。体のラインなどが分かりづらいが、一応女性らしい。異界で偶然出会った洸に、適格者としてソウルデヴァイスを発現させる手助けをした。
その後も彼の前に現れては手助けすることもあるが、傍観者じみた態度をとることもある。
出現する際は大抵彼女が指定したもの以外の時間が停止するという謎の現象が発生し、その中での記憶を削除することも出来る様子。X.R.Cが発足する以前にも、ソウルデヴァイスの件も含めて洸に2度接触しているが、その意図は不明。
白装束
声 - 不明
聖霊教会の武装騎士団・「刻印騎士団（クロノス=オルデン）」の一人。コウ達の活動の陰で、何やら動きを見せる。
智明に作中最初のグリムグリード事件のキモとなった童話を手渡したのは彼。その正確な狙いは不明であるが、落とし子の殲滅が目的であるのは間違いはない。
グリードと渡り合うことが可能であるが、ソウルデヴァイスではなく空中に五芒星を描くことで光の矢を射出するなどの術を使用する。

#### グリムグリード
ノスフェラトゥ
海外で出没したらしいグリムグリード。後述する「魔女」と同じように、霧で村を包んでその住人を全て異界へと誘った。すでに討伐されたとのこと。
夕闇の使徒
10年前の災害を引き起こした元凶。外見は地上絵のように平べったい。広範囲に対して「現実を偽る」という驚異的な能力を発揮できるなどグリムグリードの中でも上位の存在らしく、その周辺には引き寄せられた他のグリムグリードも出現していたという。
迷霧ノ魔女（ネブラ＝マギア）
作中で初めて出現した魔女型グリムグリード。数週間にわたって霧を発生させ、眷属に住人を攫わせていた。黒い両手、黒い犬、烏と多くの眷属を持つ。
絶架ノ熾天使（セラフィム＝アウラ）
10年前の災害時、死に瀕した璃音の願いを叶え、その命を繋いだ熾天使型グリムグリード。眷属は天使型のみ。
その後は彼女を天使憑きへと変貌させ、璃音の魂と10年かけて融合した。その結果、もはや彼女とこのグリードは不可分な状態となっている。
杜宮で水面下で進行していた異界活性化に加えて御厨の介入によって活性化、野望に燃える御厨によってコントロールされていたが撃破された後は意志を喪失し暴走してしまう。しかし、璃音がその存在を許容することにしたことで彼女の中で眠りについた。ただし、消滅したわけではなく、強力な力として未だ魂と癒着している状態である。
夕闇の落とし子（ブリード・オブ・ダスク）
10年前に夕闇の使徒が残した眷属であるが、この個体もまたグリムグリードである。杜宮駅地下から繋がる異界にて眠りについていた。人面を持つ芋虫とでもいうべき気色悪い外見をしている。国防軍などからは近年の異界化頻発の原因と目されていた。
冥キ禍ノ神獣/冥キ禍ノ神姫
グリード化したとある人物が変容した姿。獣の姿を打ち破ると女性的な姿へと変容する。それまで言及されたグリードのランクがSSSだったのに対して、前者はS4、後者はS5という文字通り「規格外」の化け物である。
この状態でも自我を保っており普通に会話も可能だが、その行動は習性のようなもので改める気はない。

## 用語
杜宮市
本作の舞台となる都市で東亰郊外に位置し、人口はおよそ40万人。侍の格好をした木のモリマルがマスコットキャラクター。
前述通り立川市がモチーフであり、駅なども立川駅を参考としたものとなっている。
東亰震災
2005年3月15日の午前11時38分に発生した震災。晴天が突如として赤く染まったことに端を発した、東亰全域で発生したM7.5の地震。および、それに伴う火災や毒ガス発生等の災害。死者22000人、行方不明者7000人あまりを出す大惨事となったが、2015年現在は復興が進み、震災の傷跡は殆ど見られ無くなっている。
その正体は神話級グリムグリードによって引き起こされた災害であり、冥く染まった空になぞらえて異界関係者の間では「東京冥災」と呼ばれている。
サイフォン
2005年から普及しだしたスマートフォン。通話やメール、ゲーム等のほかにも、生体認識システムやそれを応用した機能が搭載されている。
柊が使用するものはそれに様々な術式を仕込んであり、催眠・記憶消去・開錠・ゲート封印などが可能となっている。
また、ソウルデヴァイスの召喚システムもインストール可能であり、OPアニメでは召喚にあたって画面を指でなぞり、横に振りぬく様子が描かれている（作中では省かれる）。
実はネメシスが基本システムを開発し、ゾディアックが民間向けに発売したもので、内部には異界の技術が組み込まれている。前述のような術式がインストールできるのもこのためである。他にも、一方が開発した術をライセンス料を支払うことで共有したりしている。
異界化（イクリプス）
何らかのきっかけで「特異点」と呼ばれる因子となった人や物を起点に門（ゲート）が発生することで現実空間と異界が交わり、迷宮と化する現象。迷宮は一般人には認識することができないため、原因不明の現象や都市伝説として伝えられている。
ゲートが発生する際は、空中に血のような赤黒いヒビが走り、それが広がってゲートと化す。本来、ゲートは霊的資質がないと見ることができないが、グリードに目をつけられたものは攫われる際にそのヒビが見えている様子。
少なくとも何十年も前から発生しており、物によってはおとぎ話と化しているものさえある。
門の色は危険度に応じて、グリード自体が少ないため危険度が低い青、グリードが多くいるが正規の主（エルダーグリード）のいない黄、主を得て活性化した赤、の三色に変化する。また、特殊な例として白いゲートも存在する。
怪異（グリード）
異界に住まう化け物。強い感情に引き寄せられて出現することが多く、半分異世界に属しながらも現実世界の存在に目をつけて干渉する場合がある。度々人間を襲うが、その理由は不明。強い想いのこもった物品を奪うこともある。
現実世界の刃物や銃火器ではダメージを与えることができず、ソウルデヴァイスなどの霊子兵装によって初めてダメージを与えられる。一方で攻撃力は圧倒的に高いとは言えず、生身の人間が受けても即死はしない。
オーク・植物・魔獣・ゴーレム・天使・ロボット…とその姿は様々となっている。その種類によってある程度習性に特徴がある。
また、上位種と言えるグリードが何段階か存在している。
Sグリード
迷宮を徘徊するグリードの中で、迷宮の主に次ぐ力を有する変異種。所謂中ボス。
戦闘時にはその部屋はロックされて脱出不可能となり、撃破することで突破できる。また、この際複数の素材やアイテムが詰まった箱が出現する。
エルダーグリード
迷宮を支配する主。その迷宮のボスであり、一度倒すと再登場しない。ちなみに、このランクまでは大抵モチーフとなる通常グリードがいる。
同種のグリードと比べても一際大きい体を有しており、属性も大抵無属性という共通点を持つ。
グリムグリード
エルダーグリードのさらに上位種。何かしらの意志を持っているようにも見えるものさえいる。上位のグリムグリードともなると、下手をすると神に準ずる力を持つ。
特異点や門を介さずに直接現実世界を侵食可能という非常に危険な存在。事件や現象そのもの、ひいては災厄とさえ呼ばれるほど甚大な被害を齎し、直属の部下「眷属」は一体一体がエルダーグリード級の力を持つ。
なお、グリムグリードが支配する迷宮の門は、より物質的なパーツが増えた特殊なものとなっている。
ジェム
グリードを倒すと落としていく宝石。宝石としての価値は皆無だが、異界のエネルギーを秘めているため、異界に関わる裏の世界では需要があり、一部の店舗において換金する事が可能。
ソウルデヴァイス
異界やそれにまつわる技術に耐性を持つ「適格者」が異界の素材と霊子体を用いて呼び出す武器。形状や性能は適格者の個性によって決まり、基本的に同じものは存在しない。異界あるいは異界の影響の強い場所でなければ召喚は不可能となっている。
ソウルデヴァイスの名称や使い方は適格者として覚醒する事により知識として得る事ができるため、覚醒したばかりの適格者であっても戦闘そのものは可能である。
覚醒時のみ自動的に召喚され、2度目以降の召喚の際はサイフォンでソウルデヴァイスを実体化させるアプリを起動するというプロセスを挟む。
適格者の魂と一対一で存在し、適格者が死亡するとソウルデヴァイスも消滅する。人為的に強化する事も可能であるが、この場合はソウルデヴァイスそのものではなく、適格者のサイフォンに手を加える。
異界への耐性があってもソウルデヴァイスを顕現できるわけではない。
神様のいうとおり
祐騎が開発したサイフォン用アプリケーションソフトウェア。高い的中率を誇る対話型占いアプリで通称「神様アプリ」。
占いたい事柄を入力する事で神様を模したマスコットが的確なアドバイスをしてくれるというもので、公開後は占いの的中率の高さから大盛況となったが、このアプリの開発が思わぬ事件の引き金なる。トワ曰く、「裏技」が用いられているらしい。
その正体は、端末のデータをハッキング(上記の裏技)を自動で実行して収集し、ネット上の相談などを参考にそれらしいアドバイスを自動生成するというもの。
しかし、何故かグリードに目をつけられ、突如不吉な画面となって不吉な運勢予報を告げてくるようになった。作中では明確に明かされないが、この不吉な予報は周辺機器をハッキングして予報通りの事故が発生するように仕向けるという危険な代物。また、祐騎の姉がダウンロードした際はすぐさま不吉な予報が届けられた上、彼女を異界に連れ去るというそれまでにない現象を引き起こしているが、原因は不明。
ゾディアック
12の企業からなる連合で、異界の利用を目的としている。このうち、日本からは北都グループと天乃製作所が参加している。北都グループが創立当時から重要な役割を担っている一方、天乃製作所は駿河重工を押しのけてゾディアック入りしたという経緯を持つ。中核となる12の企業の他に準ゾディアックや関連企業を含めれば、その規模は数千社にも及ぶ。
利益目的の集まりであるが、少なくとも表向きは人道に反するような行為は禁じられており、作中では基本的にまともな扱いである。
ネメシス
異界の管理を目的とする組織で、ソウルデヴァイスの基礎技術なども開発した。人命を疎かにする気はないゾディアックとは協力関係にあるが、異界の扱いを巡って対立することもあり、必ずしも良好な関係というわけではない。
メンバーはソウルデヴァイスの適格者だけでなく、霊能者といった特殊能力者も多くいる。
執行者
ネメシスのエージェント。異界への適性を認められた者が本人の希望により、然るべき訓練を施された後、執行者として世界各地に派遣され、異界やそれに関する事件の調査を担当する。作中では柊明日香がこれに該当する。
アングレカム
ゾディアックにおける執行者のような部隊。美月の印象はあまりよくない様子。
国防軍
現実と異なる流れを辿った第二次世界大戦を経て、作中世界で自衛隊に代わって結成された組織。ちなみに、史実との明確な違いは反応兵器(核の代理兵器)の開発に成功していること。ただし、結局敗戦している。
国土防衛用の戦力で自衛隊と大差ないが、独自開発の兵器や最新鋭の人型機動兵器「機動殻（ヴァリアント・ギア）」の部隊を要するなど、戦力試算は世界第四位という位置にある。ちなみに、機動殻の外見はMSではなくAC辺りに近い。主要機体は駿河重工製の最新型『十式』。
イージス
国防軍対零号特戦部隊(タスク・フォース・ゼロ)の部隊名。零号とは予算の計上ができないような非実在存在、即ち異界関連の存在を指す。
10年前、国防を担いながらも異界の被害に全く対応できなかった反省として創設された部隊であり、明日香や美月もその存在を知ったときは驚愕していた(政府公認部隊はネメシスの本部があるイギリスやアメリカですら未だ未整備とのこと)。ただし、国防軍自体はゾディアックの駿河重工と取引があるため、ある程度交流がある様子。
その目的は10年前の禍根ともいえる神話級グリムグリードの眷属「落とし子」の殲滅であり、それゆえかどの組織よりも早くその存在を突き止めていた。
X.R.C
Xanadu Research Clubの略。組織の垣根を超えて杜宮内の事件に対して迅速に行動するべく発足されたチームで、洸がリーダーを務める。なお、学校にはXを「未知」という意味にして、不思議探求部として届け出ている。
顧問が天才教師、部員が優等生帰国子女・天才格闘少女・スーパープログラマー・伝説の不良・生徒会長(のちに人気アイドル＆イケメン教師)という、あまりにも濃い面子であるため、発足早々学園の話題となった。
聖霊教会
ヨーロッパを中心とした由緒ある宗教。異界の影響力を問題視しており、「クロノス=オルデン」という武装騎士団を異界の監視にあたらせている。
その概要はあまり語られないが、異界を封じるためなら容赦がない体質である模様。

## 東亰ザナドゥeX＋
グラフィックのフルHD・60fps化に、様々な新要素や、新規オリジナルエピソードを追加したPlayStation 4版が、「東亰ザナドゥeX＋」として、2016年9月8日に発売された。
2017年12月8日に、Steam版（PC版）が配信された。2018年2月に、日本語字幕に切り替え可能となった。Steam版では、アスカのライドブレイカー（DLC衣装）など、店頭特典でしか入手不可能だったDLCが、Steamストア上で購入可能となっている。

## 主題歌・挿入歌
本作のテーマソングなどを収録したオリジナルミニアルバムが、2015年8月26日(水)に、「iTunes Store」、「Amazon デジタルミュージックストア」、「mora」で先行配信されている。
また、大阪スクールオブミュージック高等専修学校が手掛ける「SO.ON project」とのコラボレーションで、選抜メンバー5名により『東亰ザナドゥ』劇中に登場する人気アイドルグループ「SPiKA（スピカ）」に因み『リアル☆SPiKA』を結成。主題歌、挿入歌の歌唱と共に、ファルコムjdkバンドθと共にステージでパフォーマンスを行うなどの活動を行っている。

### 主題歌
「Seize the day」
歌：SPIKA（スピカ）、演奏：J.D.K.BAND

### 挿入歌
「恋のシューティングスター」
歌：SPIKA（スピカ）、演奏：J.D.K.BAND
「Wish☆Wing」
歌：SPIKA（スピカ）、演奏：J.D.K.BAND

## 関連書籍
攻略本
- 東亰ザナドゥ プレイヤーズナビゲーター（KADOKAWA/アスキー・メディアワークス、2015年9月17日発売）
- 日本ファルコム公式 東亰ザナドゥ ザ・コンプリートガイド（KADOKAWA/アスキー・メディアワークス、2015年11月13日発売）

画集
- 東亰ザナドゥ 公式ビジュアルコレクション（KADOKAWA/アスキー・メディアワークス、2016年2月26日発売）

漫画（アンソロジーを含む）
- 東亰ザナドゥ 電撃コミックアンソロジー（KADOKAWA/アスキー・メディアワークス<電撃コミックスEX>、2016年1月26日発売）
- 東亰ザナドゥ 1（漫画：墨天業、KADOKAWA<ファミ通クリアコミックス>、2016年9月15日発売）
- 東亰ザナドゥ 2（漫画：墨天業、KADOKAWA<ファミ通クリアコミックス>、2017年5月15日発売）

小説
- 東亰ザナドゥ（小説：木野誠太郎、イラスト：hatsuko、PHP研究所、2016年10月27日発売）

## コラボレーション
エミル・クロニクル・オンライン（ガンホー・オンライン・エンターテイメント）
期間限定でコラボイベントを開催（2016年7月21日から2016年10月27日）。本作のヒロイン、柊明日香がパートナーキャラとして扱えるダウンロードパッケージ版を期間限定で販売している。